# Macrocossus toluminus
Macrocossus toluminus is een vlinder uit de familie van de Houtboorders (Cossidae). De wetenschappelijke naam van deze soort is voor het eerst gepubliceerd in 1887 door Herbert Druce.

## Verspreiding
De soort komt voor in tropisch Afrika waaronder Gambia, Sierra Leone, Ivoorkust, Kameroen, Gabon, Congo-Kinshasa, Tanzania, Angola, Malawi, Namibië, Zuid-Afrika en Eswatini.

## Waardplanten
De rups leeft op Acacia karroo (Fabaceae).